# Bellveí (la Pobleta de Bellveí)
Bellveí és un despoblat antic del municipi de la Torre de Cabdella, del Pallars Jussà, situat a l'antic terme de la Pobleta de Bellveí, ara integrat a la Torre de Cabdella.
És en un turó de 1.036,1 msnm situat a llevant de la Pobleta de Bellveí, a 1,4 km. de distància en línia recta. És de difícil accés, però hi ha corriols que hi menen, remuntant des de la Pobleta de Bellveí la serra del Tossal del Botgegal, prop del qual es troba Bellveí.
Aquest despoblat és l'origen de la Pobleta de Bellveí. La vila medieval de Bellveí, ocupada fins al segle xv, s'anà despoblant ja des del xiii a favor del nou assentament al fons de la vall, en lloc més avinent des tots els punts de vista que no pas la vila de dalt el turó. Se sap que l'església parroquial de Sant Joan i Sant Vicenç de Bellveí fou enderrocada el 9 de juny del 1421.
El castro de Belvidin consta ja el 1057, juntament amb altres castells pallaresos, en una garantia feta per Arnau Mir de Pallars Jussà als comtes de Barcelona.